# Jules Sadoughi

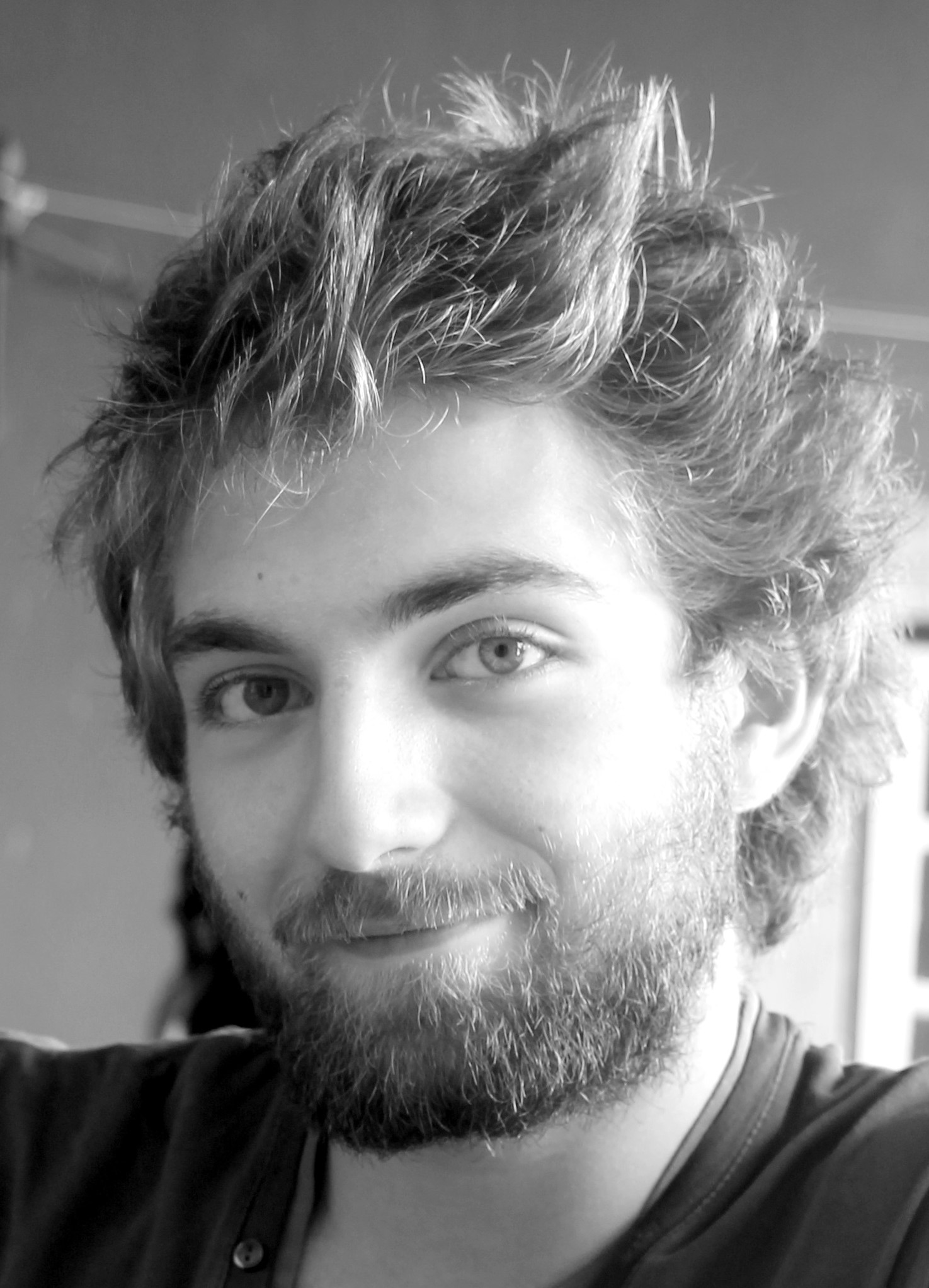
Jules Sadoughi en 2015.

Jules Sadoughi est un acteur et artiste de cirque contemporain français né le 2 août 1995.
Formé au Centre National des Arts du Cirque, il évolue dans les milieux de l'audiovisuel et du spectacle vivant. En 2019 il co-fonde la Compagnie Nawar avec Tommy Entresangle.
Il interprète notamment le rôle-titre (Daniel Cordier), dans le téléfilm Alias Caracalla, diffusé les 25 et 26 mai 2013 sur France 3,,,.

## Filmographie
- 2008 : La Saison des orphelins de David Tarde
- 2008 : Nicolas Le Floch, série télévisée : l'enfant
- 2008 : Beauregard, mini-série : Vincent
- 2010 : Les Faux-monnayeurs, téléfilm de Benoît Jacquot : Ghéridanisol
- 2011 : Nos résistances : Ficelle
- 2012 : Bankable, téléfilm de Mona Achache
- 2013 : Famille d'accueil, série télévisée : Akecheta / Sébastien
- 2013 : Alias Caracalla, au cœur de la Résistance, téléfilm d'Alain Tasma : Daniel Cordier
- 2013 : La Pièce manquante de Nicolas Birkenstock : Thibault
- 2022 : Notre-Dame brûle de Jean-Jacques Annaud : Sergent-Chef Jordan

## Spectacle vivant
- 2017 : Nous deux encore de Jules Sadoughi
- 2018 : F(r)iction de Antoine Rigot et Alice Ronfard (Acrobate)
- 2018 : Nouvelles Pièces courtes de la Compagnie DCA Philippe Decouflé (Acrobate/danseur/musicien)
- 2019 -2022 : Furieux Désir de bonheur de Olivier Letellier, Théâtre du Phare
- 2020 - actuel : 3D de Jonathan Guichard, cie HMG
- 2021- actuel : R=OG (Risque = Occurrence x Gravité) de Jules Sadoughi et Tommy Entresangle, Cie Nawar.